# Iwan Iwanowitsch Meschtschaninow
Iwan Iwanowitsch Meschtschaninow (russisch Ива́н Ива́нович Мещани́нов, wissenschaftliche Transliteration Ivan Ivanovic Meščaninov, * 24. Novemberjul. / 6. Dezember 1883greg. in Ufa; † 16. Januar 1967 in Leningrad) war ein sowjetischer Sprachwissenschaftler und Archäologe.
Nach seinem Abschluss der Petersburger Universität als Jurist begann er, sich zunächst als Amateur, später professionell, mit Archäologie zu beschäftigen, vornehmlich der Kulturen des Kaukasus und der Schwarzmeerregion, wo er an Ausgrabungen teilnahm. Er wurde aufgrund seines historischen Interesses ein Schüler von Nikolai Jakowlewitsch Marr, dem er schließlich als linguistischer Theoretiker als intellektuelles Oberhaupt der sowjetischen Sprachwissenschaft folgen sollte.
Im Jahre 1932 wurde Meschtschaninow in die Russische Akademie der Wissenschaften aufgenommen. Im Jahre 1934 wurde er Sekretär der Abteilung Literatur und Sprache der Akademie. Von 1933 bis 1937 war er Direktor des Instituts für Anthropologie, Archäologie und Ethnographie. Ab 1935 leitete er das Marr-Institut für Sprache und Denken (heute Institut für Sprachforschung der Russischen Akademie der Wissenschaften (Институт лингвистических исследований РАН)).
1945 erhielt Meschtschaninow den Goldenen Stern als Held der sozialistischen Arbeit, in den Jahren 1943 und 1946 je einen Stalinpreis. Außerdem erhielt er den Orden der Roten Fahne der Arbeit und einen Leninorden.
Meschtschaninow hatte weder eine linguistische noch eine historische Ausbildung. Seine frühen Arbeiten (z. B. Einführung in die Japhetitologie) sind unkritische Auslegungen der Theorien Marrs. Nach dem Tode Marrs hörte er jedoch auf, die ganz offensichtlich fantastischen Aussagen der Neuen Lehre von der Sprache weiterzupropagandieren und war bestrebt seine Ansichten von der Stadialität der Sprachentwicklung durch sprachtypologisches Material zu untermauern, was ihn zu einem Pionier der russischen Sprachtypologie machte.
Meschtschaninow entwickelte eine Theorie des Verhältnisses Wortarten und Satzteilen, schrieb Arbeiten über Inkorporation, sowie über die Idee der sog. Begriffskategorien, die den sprachlichen Kategorien zugrunde liegen (was vor ihm bereits Otto Jespersen in ähnlicher Weise unternommen hatte). Daneben beschäftigte er sich eingehend mit der Urartäischen Sprache.
Im Zuge der Ablehnung des Marrismus durch Stalin im Jahre 1950 verlor Meschtschaninow seine Ämter als Direktor des Marr-Instituts und als Sekretär der Akademieabteilung für Sprache und Literatur. Er konnte jedoch weiterarbeiten, da ihm weder seine akademischen Grade noch Auszeichnungen entzogen wurden. Als hilfreich hat sich wohl erwiesen, dass sich Stalin in seinem kritischen Zeitungsartikel gegen den Marrismus ausdrücklich für die Ehrenhaftigkeit Meschtschaninows ausgesprochen hatte.

## Schriften
- Эламские древности, П., 1917;
- Халдоведение. История древнего Вана, Баку, 1927;
- Введение в яфетидологию, Л., 1929;
- Язык Ванской клинописи, Л., 1935;
- Новое учение о языке. Стадиальная типология, Л., 1936;
- Общее языкознание, Л., 1940;
- Члены предложения и части речи, М. — Л., 1945;
- Глагол, Л., 1949;
- Грамматический строй урартского языка, ч. 1—2, Л., 1958–1962; http://slovo.iphil.ru/virtlab/50/gram_and_voc/Meschaninov_gramurar_1/view http://slovo.iphil.ru/virtlab/50/gram_and_voc/Meschaninov_gramurar_2/view
- Структура предложения, М. — Л., 1963;
- Эргативная конструкция в языках различных типов, Л., 1967. http://slovo.iphil.ru/virtlab/50/ergativ/Meschaninov_ekp/meschaninov_ekp/view